# Tricorynus
Tricorynus är ett släkte av skalbaggar. Tricorynus ingår i familjen trägnagare.

## Bildgalleri

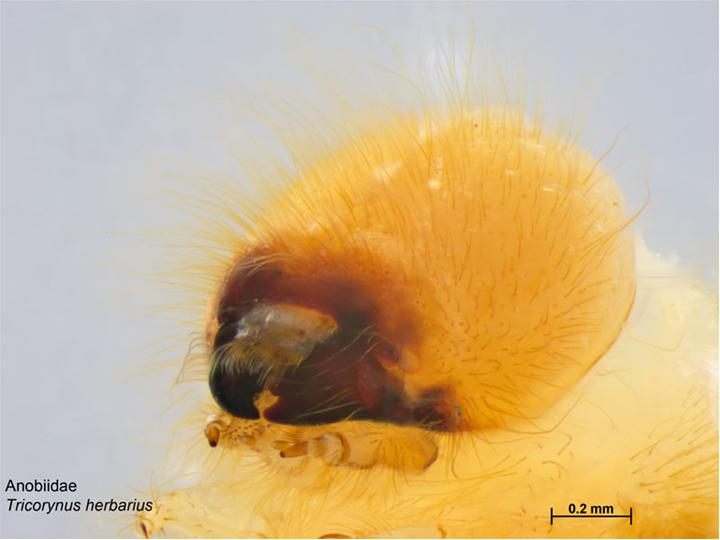
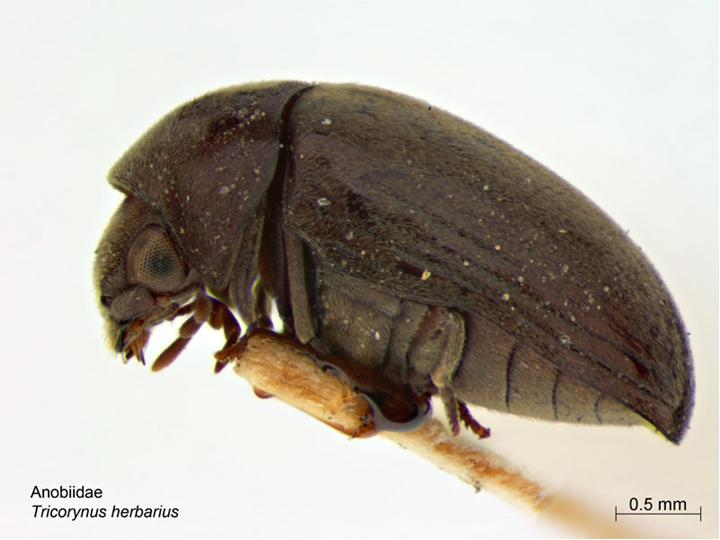

## Dottertaxa tillTricorynus, i alfabetisk ordning[1]
- Tricorynus abbreviatus
- Tricorynus abdominalis
- Tricorynus aberrans
- Tricorynus abnormis
- Tricorynus abruptus
- Tricorynus angustus
- Tricorynus arizonicus
- Tricorynus auctus
- Tricorynus bifoveatus
- Tricorynus borealis
- Tricorynus californicus
- Tricorynus carinatus
- Tricorynus castaneus
- Tricorynus cicatricosus
- Tricorynus coactus
- Tricorynus confusus
- Tricorynus congruus
- Tricorynus conjunctus
- Tricorynus conophilus
- Tricorynus consobrinus
- Tricorynus cryptoglyptus
- Tricorynus debilis
- Tricorynus densus
- Tricorynus dichrous
- Tricorynus dispar
- Tricorynus dudleyae
- Tricorynus elutus
- Tricorynus estriatus
- Tricorynus exiguus
- Tricorynus extremus
- Tricorynus falli
- Tricorynus fastigiatus
- Tricorynus floridanus
- Tricorynus gibbulus
- Tricorynus gracilis
- Tricorynus gravis
- Tricorynus guttiformis
- Tricorynus herbarius
- Tricorynus imitans
- Tricorynus inaequalis
- Tricorynus indistinctus
- Tricorynus inflatus
- Tricorynus lanceolatus
- Tricorynus latus
- Tricorynus lentus
- Tricorynus lucidus
- Tricorynus luteotectus
- Tricorynus mancus
- Tricorynus megalops
- Tricorynus moderatus
- Tricorynus mutans
- Tricorynus nigripennis
- Tricorynus nigritulus
- Tricorynus nubilus
- Tricorynus obliteratus
- Tricorynus obscurus
- Tricorynus obsoletus
- Tricorynus palliatus
- Tricorynus parvus
- Tricorynus pinguis
- Tricorynus platyops
- Tricorynus politus
- Tricorynus porosus
- Tricorynus posticus
- Tricorynus productus
- Tricorynus punctatus
- Tricorynus punctulatus
- Tricorynus pusillus
- Tricorynus robustus
- Tricorynus rotundus
- Tricorynus sharpi
- Tricorynus similis
- Tricorynus tabaci
- Tricorynus texanus
- Tricorynus tibialis
- Tricorynus tropicus
- Tricorynus tumidus
- Tricorynus turbidus
- Tricorynus uniformis
- Tricorynus vacuus
- Tricorynus validus
- Tricorynus ventralis
- Tricorynus vestitus
- Tricorynus vitiosus
- Tricorynus vittatus